# Húsar

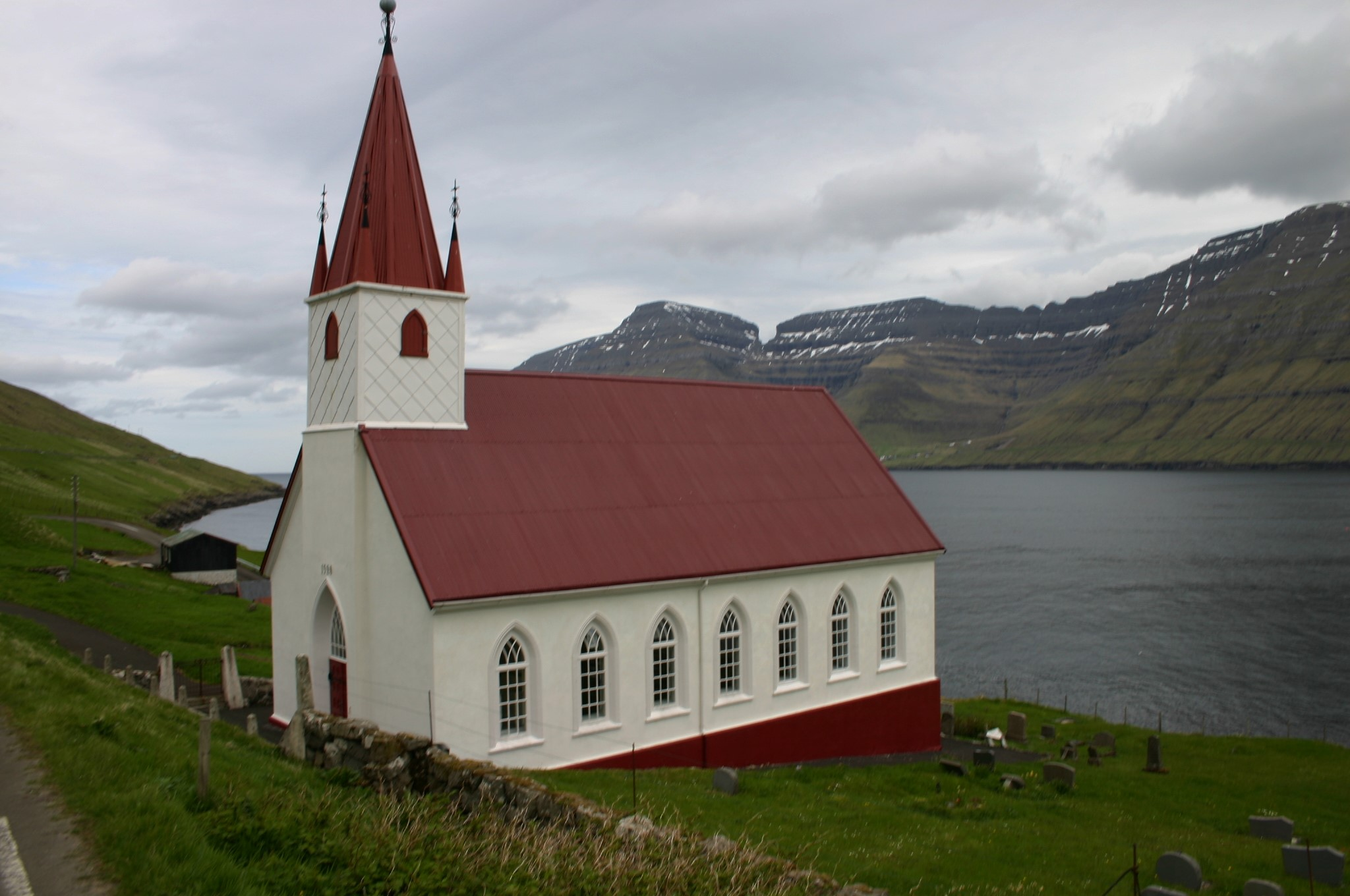
La chiesa di Húsar

Húsar (in danese Husum) era un comune delle Isole Fær Øer. Aveva una popolazione di 60 abitanti, occupava la parte meridionale dell'isola di Kalsoy e faceva parte della regione di Norðoyar.
Il 1º gennaio 2017 si è unito al comune di Klaksvík.
Sull'isola si trovano due località: Húsar (capoluogo comunale) e Syðradalur.